# Овча
Овча (рум. Ofcea) — пригородный посёлок в составе городского муниципалитета Палилула города Белграда . Он расположен на левом берегу Дуная, в Банате . По переписи 2011 года в Овче проживало 2742 человека. Этот район Белграда известен своими лечебными источником минеральной воды и грязями. Рядом с поселеньем находится газохранилище, мимо которого проходит железная дорога, благодаря этому Овча находится на одной из линий белградской железной дороги.

## История
Первое письменное упоминание о деревне Овче относится к 1456 году, как части графства Сирмия Королевства Венгрия. Название имеет славянское происхождение. Считается, что название происходит от сербского слова ovčar (пастух), так как некоторые из первых поселенцев были румынскими пастухами. Деревня была захвачена Османской империей в 1537 году и вошла в состав санджака Смедерево.
В середине 18 века деревня была эвакуирована из-за вспышки чумы, и вместо нее была построена сторожевая застава Овча. Превращенная в пустошь, деревня была вновь заселена в 1813 году.
Деревня была бедна до середины 1930-х годов, когда произошел перелом: благодаря осушению регион Панчевачки-Рит, где находится Овча, стал плодородным
Овча была частью муниципалитета Борча до 30 мая 1952 года, когда она получила свой собственный муниципалитет. Однако в 1955 году все муниципалитеты Панчевачского района были объединены в один муниципалитет Крняча, который, в свою очередь, стал частью муниципалитета Палилула в 1965 году. Движение за восстановление бывшего муниципалитета Крняча (под названием Дунавски Венац) набирает обороты с начала 2000-х годов.

## Демография
В 2002 году в посёлке Овча проживало 2059 совершеннолетних жителя. Средний возраст населения составляет 39,9 года (38,9 года для мужчин и 40,9 года для женщин). В поселении 785 дворов, среднее количество жителей на домохозяйство 3,27.

## Галерея

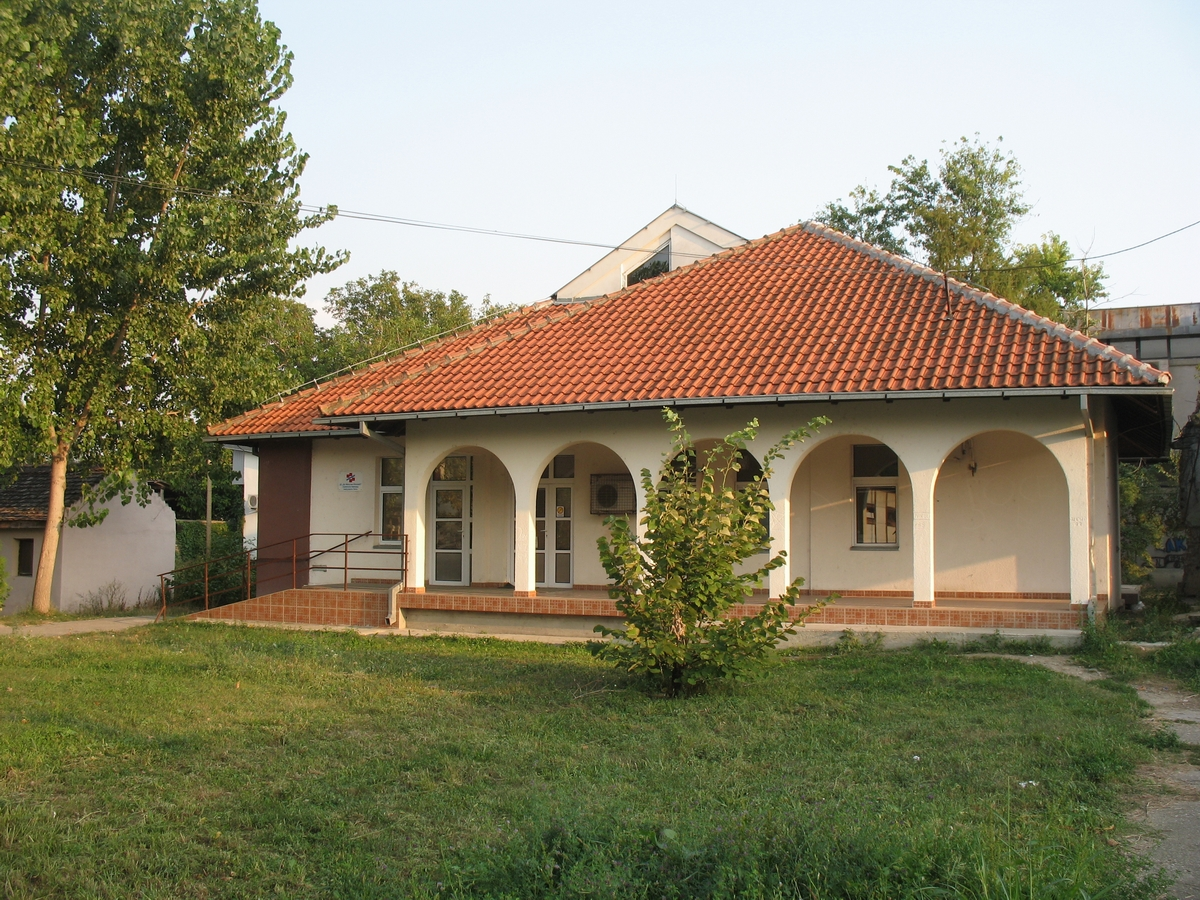
Общественный центр здоровья
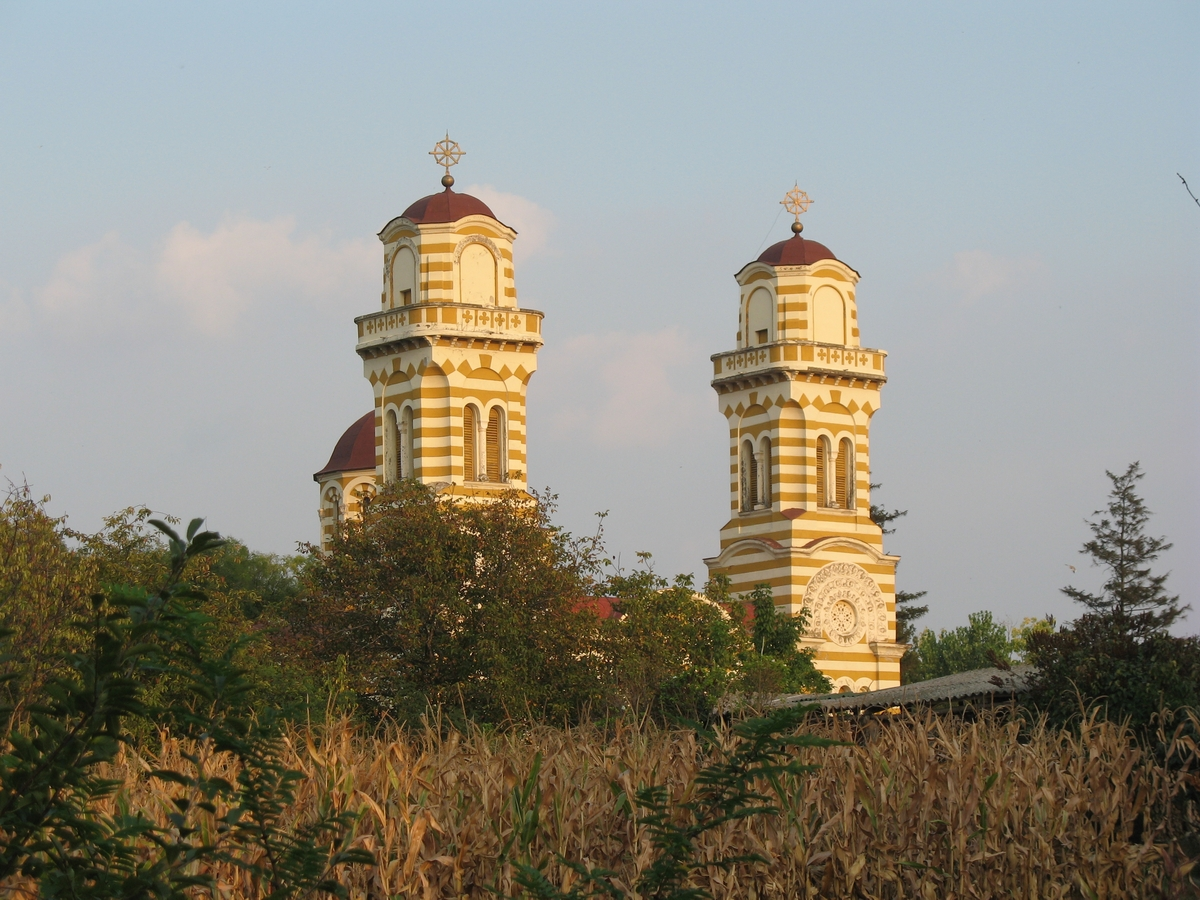
Православная Церковь
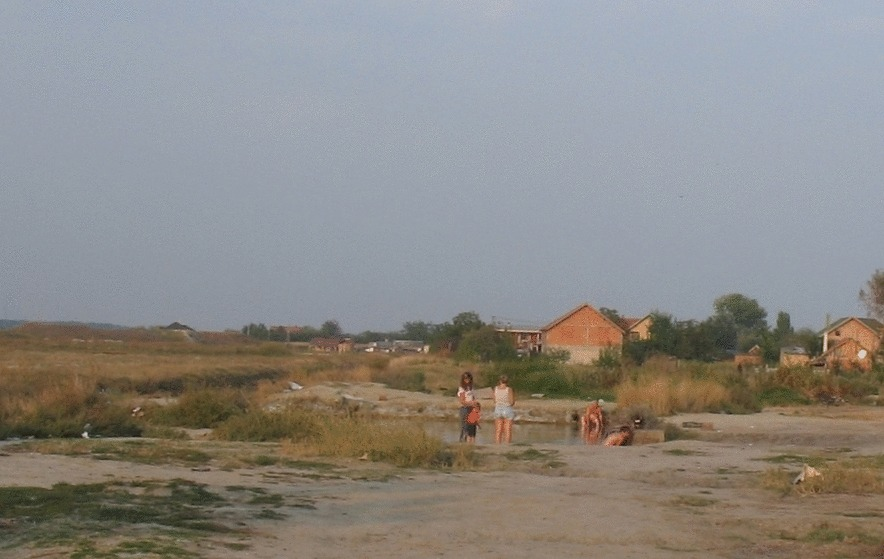
Гидротермальный источник с лечебной водой и грязью
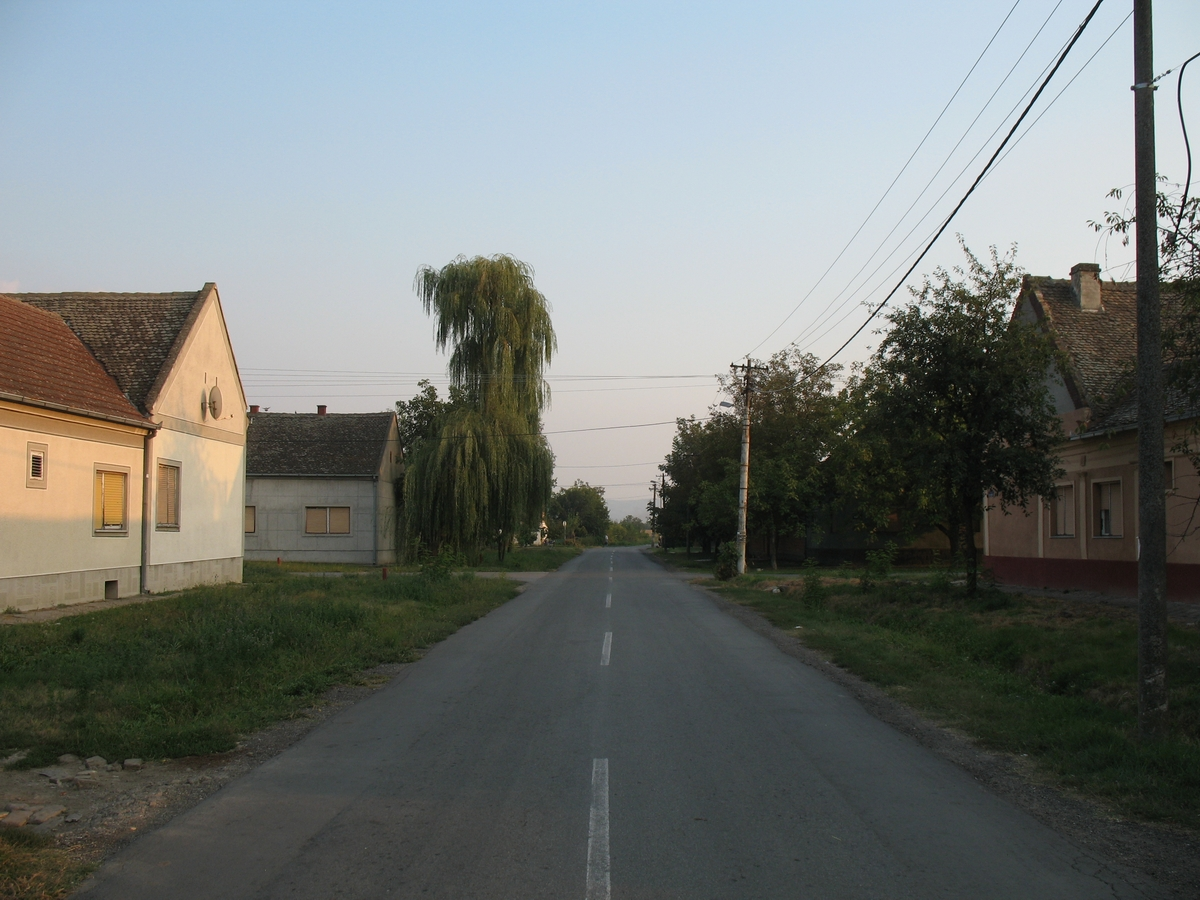
Одна из улиц